# میزویل (میزوری)
میزویل (به انگلیسی: Maysville) یک شهر در ایالات متحده آمریکا است که در شهرستان دیکلب، میزوری واقع شده‌است. میزویل ۳٫۰۰ کیلومتر مربع مساحت و ۱٬۱۱۴ نفر جمعیت دارد و ۲۹۶ متر بالاتر از سطح دریا قرار دارد.